# Mempo Giardinelli

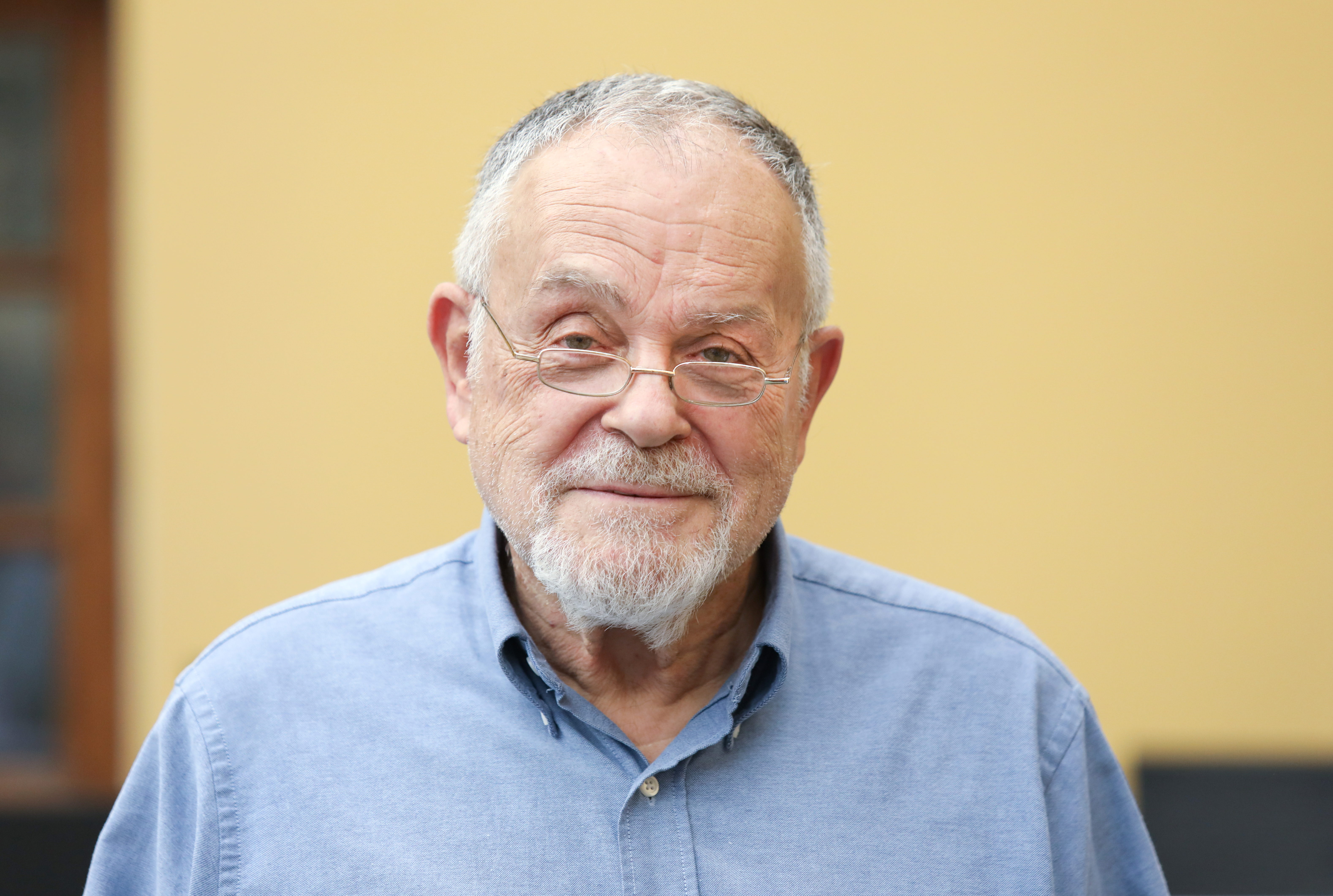
Mempo Giardinelli (2021)

Mempo Giardinelli (* 2. August 1947 in Resistencia, Provinz Chaco) ist ein argentinischer Schriftsteller.

## Leben
Als sich 1976 die Junta unter Führung General Jorge Rafael Videlas an die Macht putschte, ging Giardinelli nach Mexiko ins Exil. Erst als 1983 mit Präsident Raúl Alfonsín Argentinien wieder demokratisch wurde, kehrte er dorthin zurück. Er ließ sich in Buenos Aires nieder und gründete dort 1986 die literarische Zeitschrift Puro Cuento; als Chefredakteur leitete er diese bis 1992.

## Ehrungen (Auswahl)
- 1993: Premio Rómulo Gallegos für Santo oficio de la memoria
- 2021: Premio Iberoamericano de Narrativa Manuel Rojas[2]
- 2022: Gran Premio de Honor de la Sociedad Argentina de Escritores

## Schriften (Auswahl)
Erzählungen
- El castigo de Dios. 1993.
- Estación Coghlan y otros cuentos. 2005.
- Gente rara. 2005.
- Vidas ejemplares. 1982.
  - deutsch: Leb wohl, Mariano, leb wohl. Exemplarisch Lebensläufe. Übersetzt von Willi Zurbrüggen. Piper, München 1988, ISBN 3-492-03012-2.

Essays
- Los argentinos y sus intelectuales. 2004.
- México. El exilio que hemos vivido. 2003 (zusammen mit Jorge Luis Bernetti).
- El país de las maravillas. 1998.

Lyrik
- Concierto de poesía a dos voces. 2004 (zusammen mit Fernando Operé).
- Invasión. 1973.

Romane
- El décimo infierno. Novela. 1999.
  - deutsch: Die zehnte Hölle. Übersetzt von Reiner Kornberger. Fischer-Taschenbuch-Verlag, Frankfurt am Main 2001, ISBN 3-596-14956-8.
- Imposible equilibrio. Novela. 1995.
- Luna caliente. Novela. 1983.
  - deutsch: Heißer Mond. Übersetzt von Willi Zurbrüggen. Piper, München 1986, ISBN 3-492-03002-5.
- Qué solos se quedan los muertos. Novela. 1985.
  - deutsch: Wie einsam sind die Toten. Übersetzt von Willi Zurbrüggen. Piper, München 1990, ISBN 3-492-03324-5.
- La revolución en bicicleta. Novela. 1980.
  - deutsch: Die Revolution auf dem Fahrrad. Übersetzt von Willi Zurbrüggen. Piper, München 1988, ISBN 3-492-03151-X.
- Santo oficio de la memoria. Novela. 1991.

Verfilmungen
- Luna caliente. 2009. Regie: Vicente Aranda.